# Venancio Gómez
Venancio Gómez (1 de abril de 1958) es un deportista cubano que compitió en judo. Ganó dos medallas en los Juegos Panamericanos en los años 1979 y 1983, y una medalla en el Campeonato Panamericano de Judo de 1978.

## Palmarés internacional
| Juegos Panamericanos    | Juegos Panamericanos     | Juegos Panamericanos | Juegos Panamericanos |
| Año                     | Lugar                    | Medalla              | Categoría            |
| ----------------------- | ------------------------ | -------------------- | -------------------- |
| 1979                    | San Juan (Puerto Rico)   | Medalla de plata     | –95 kg               |
| 1983                    | Caracas (Venezuela)      | Medalla de oro       | Abierta              |
| Campeonato Panamericano |                          |                      |                      |
| Año                     | Lugar                    | Medalla              | Categoría            |
| 1978                    | Buenos Aires (Argentina) | Medalla de oro       | –95 kg               |